# Giuseppe Veronesi
Giuseppe Veronesi (Rovereto, 17 aprile 1910 – Rovereto, 22 febbraio 1985) è stato un politico e ingegnere italiano.
Ingegnere aeronautico, fu il primo sindaco eletto di Rovereto nel secondo dopoguerra e tenne la carica per undici anni, dal 1946 al 1957.

## Biografia
Di modeste origini, figlio del custode del macello civico, conseguì nel 1935 la laurea in ingegneria industriale e l'anno seguente quella in ingegneria aeronautica presso l'Università di Roma. Nel 1942 a Berlino si specializzò in motoristica e strumentazione aeronautica. Dal 1948, già sindaco, e fino al 1968, per quattro legislature, fu eletto alla Camera dei Deputati per il Collegio di Rovereto nelle liste della Democrazia Cristiana, il partito di Alcide De Gasperi che Veronesi aveva contribuito a fondare. Mantenne fino al 1957 il duplice incarico di parlamentare e di sindaco di Rovereto.
Veronesi diede impulso all'industrializzazione della città e della Valle Lagarina, in particolare con l'istituzione della prima Comunità di Valle nel Trentino che operò dal 1959 al 1969 progettando, tra l'altro, e rendendo operativa la Zona industriale di Rovereto Sud, alle Binelonghe. Veronesì si adoperò per incrementare le risorse energetiche fruibili dalla sua città e, sempre nell'ottica dello sviluppo industriale ma anche artigianale, estendendo l'istruzione professionale maschile e femminile. Soprattutto a lui va riconosciuto il merito, del decollo dell'Istituto di formazione professionale, ex Scuola Metalmeccanici, ora a lui intitolato, e il varo dell'Istituto professionale femminile "Armida Barelli". Sempre a lui è dovuto il varo d'iniziative cooperative nel campo dell'edilizia popolare.
Nelle vesti di deputato l'on. Giuseppe Veronesi fu membro della Commissione parlamentare Antimafia, accanto a personalità quali Oscar Luigi Scalfaro e Ferruccio Parri. Sempre in ambito parlamentare nel corso della III legislatura fu il segretario della II Commissione affari della presidenza del consiglio, Affari interni e di culto, Enti pubblici
Tra il 1948 e il 1962, ricoprì la carica di Vice Presidente dell'Aero Club d'Italia.